# 鋳鋼製台枠
鋳鋼製台枠（ちゅうこうせいだいわく）とは、鋳鋼製の棒台枠のこと。
機関車の台枠には棒台枠、板台枠、箱型板台枠等があるが、板台枠は厚さ1in程度の圧延鋼板が必須だが、棒台枠は形状が複雑で鋳鋼で製造するほうが製作が楽なため、歴史的経緯から鋳造が得意なアメリカで普及した。機械的特性は形状が同等な厚板切抜き・鍛鋼の棒台枠とほぼ同等であり、鋳鋼性台枠を最も剛性のある台枠とするのは誤りである。なお、対重量比で最も剛性が高いのは箱型板台枠である。
製造時の鋳鋼の品質が重要で巣や脈理等の欠陥があると悪影響を及ぼす。圧延加工による棒台枠や板台枠では比較的、均質な材料を得やすいが、鋳鋼製台枠では原料の精製、溶解、鋳込みには細心の注意を払う必要がある。
また、シリンダブロック等と一体化されている場合、たとえ一箇所でも加工時における失敗は他の箇所の交換が出来ないため大きなリスクを伴う。一体化されている場合、修繕時においても個別の交換が出来ない為、選択肢が限られる。
国内では川崎重工にてボルジッヒ製国鉄8850形蒸気機関車をコピー製造する際、棒台枠の材料が入手に難があり、省に希望を出し破壊するまで落下試験を行って鋳鋼での製造を認められた。同時期満鉄向け機関車の台枠も住友製鋼所にて鋳鋼で製造されていたためである。鋳鋼製台枠はよく折損したため厚板切抜きでの製造が続いたが、各メーカーと協議の上、技術向上と日華事変以後の材料入手難に伴いD51、C11,C57、C58、C59、D52について鋼板・鋳鋼両用の設計がなされるようになった。戦後登場のE10は全機鋳鋼で製造された。